# Никифоровка (Донецкая область)
Ники́форовка (укр. Никифорівка) — село Соледарской городской общине Бахмутского района Донецкой области Украины.
Код КОАТУУ — 1420985901. Население по переписи 2001 года составляет 645 человек. Почтовый индекс — 84531. Телефонный код — 6274.